# آيت مرزوك (أنمزي)
آيت مرزوك هي إحدى مشيخات المملكة المغربية، تتبع جغرافيا لإقليم ميدلت وإداريًا لأنمزي. يقدر عدد سكانها بـ 542 نسمة حسب الإحصاء الرسمي للسكان والسكنى لسنة 2004.